# 比科爾區
比科尔（英语：Bicol）也被稱為比科蘭迪亞，是菲律宾的一个大区，主要由吕宋岛东南部的比科尔半岛和相邻的两个岛屿等组成，面积共18,054.3平方千米，占菲律宾土地总面积的5.9％，大区首府是黎牙实比市。

## 行政区划
包括6个省份：阿尔拜省、北甘马粦省、南甘马粦省、卡坦端内斯省、马斯巴特省、索索贡省。